# Шанхай-Пудун
Міжнародний аеропорт Пудун (кит.: 浦东 国际 机场 кит.: 浦东 国际 机场 Pǔdōng Guójì Jīchǎng) — новий аеропорт Шанхая (Китай), розташований у східній частині району Пудун.
Аеропорт має два головних пасажирські термінали, оточених з обох сторін трьома паралельними злітно-посадковими смугами. За генеральним планом аеропорту передбачено будівництво третього пасажирського терміналу, терміналу-сателіта та двох додаткових злітно-посадкових смуг до 2015 року, які дозволять підвищити пропускну здатність з 60 млн пасажирів щороку сьогодні до 80 млн, а також 6 млн тонн вантажів. 2002 року німецька компанія «Transrapid», що спеціалізується на будівництві ліній поїздів на магнітному підвісі, побудувала першу в світі пасажирську трасу цього виду транспорту, що з'єднала міжнародний аеропорт Пудун та станцію метро Лун'янлу. Потяги на лінії розвивають швидкість до 430 км/год, долаючи відстань 30 км за 7 хвилин 20 секунд. Аеропорт відкритий цілодобово, що нетипово для китайських аеропортів.
Аеропорт є головним хабом для China Eastern Airlines та Shanghai Airlines, а також головним міжнародним хабом для Air China. 2007 року через аеропорт пройшло 28,92 млн пасажирів, що на 45% вище пропускної здатності Терміналу 1 (20 млн.), який був єдиним функціонуючим терміналом в цей період, внаслідок чого аеропорт став третім за завантаженістю аеропортом Китаю. При цьому Пудун перевозить більше міжнародних пасажирів, ніж Міжнародний аеропорт Пекін Столичний й займає за цим показником 29 місце в світі та 2-е в Китаї, 2007 року цей показник становив 17,518,790 міжнародних пасажирів, що на 9,0% більше, ніж у попередньому році. Крім того, Пудун є великим хабом для вантажоперевезень, 2007 року було перевезено 2,494,808 тонн вантажу, що є 5-м показником у світі. Вантажний трафік в 2007 виріс на 15,5%, а після відкриття вантажного терміналу в першій половині 2008 повинен ще більш збільшитися.

## Галерея

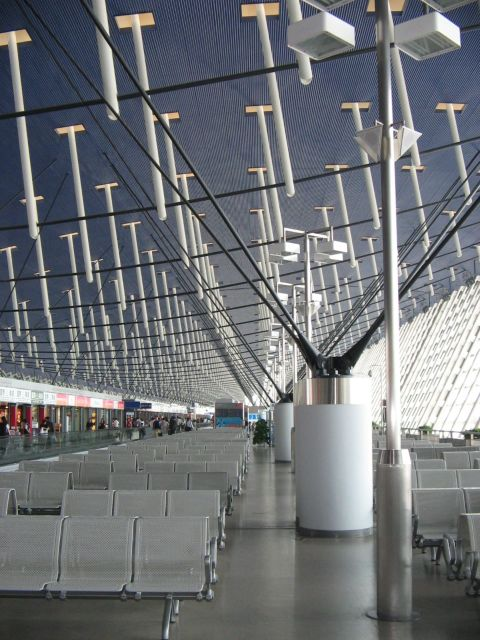
Інтер'єр аеропорту
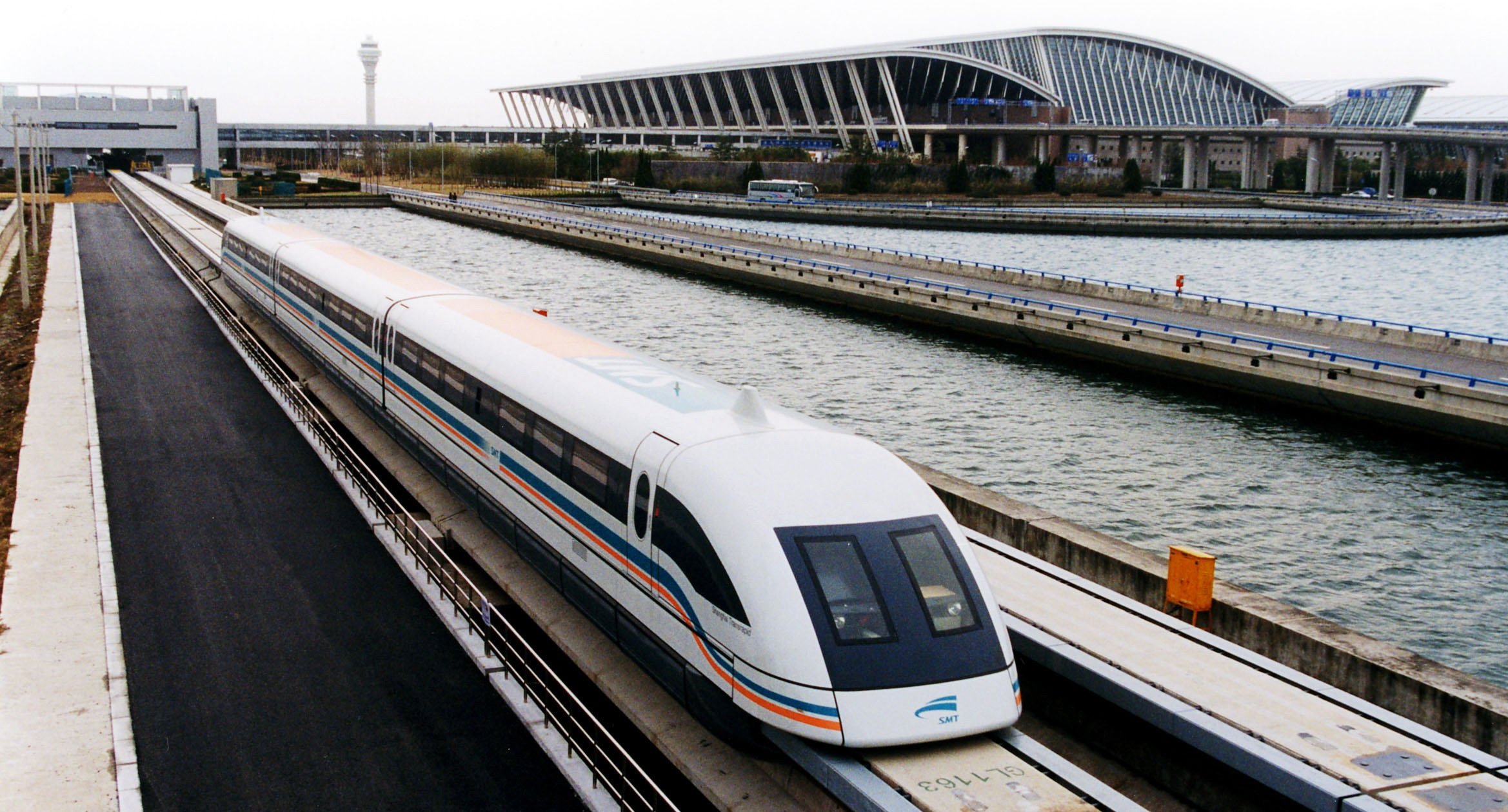
Прибуття поїзда маглев
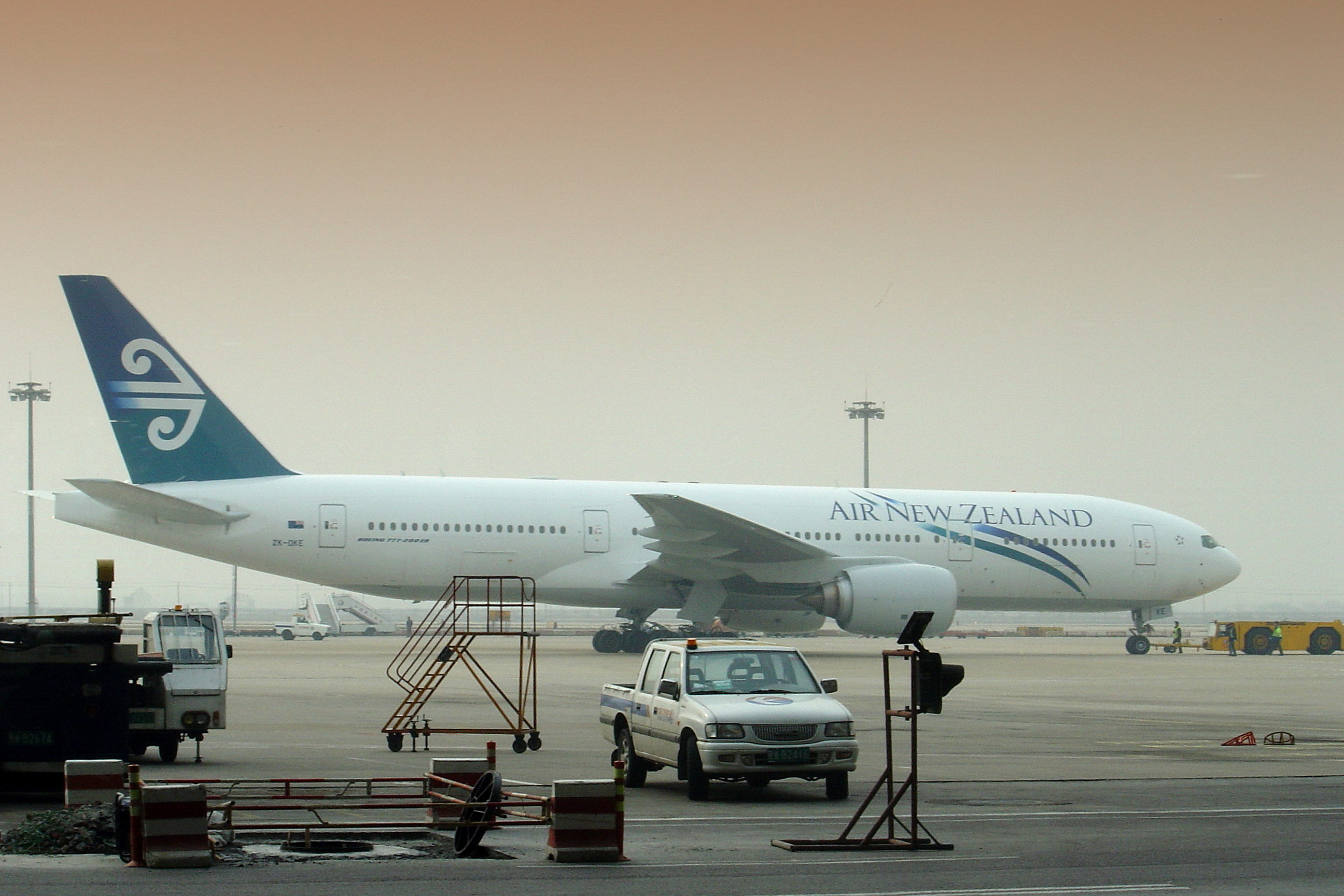
Boeing 777 авіакомпанії Air New Zealand в Міжнародному аеропорту Шанхай Пудун
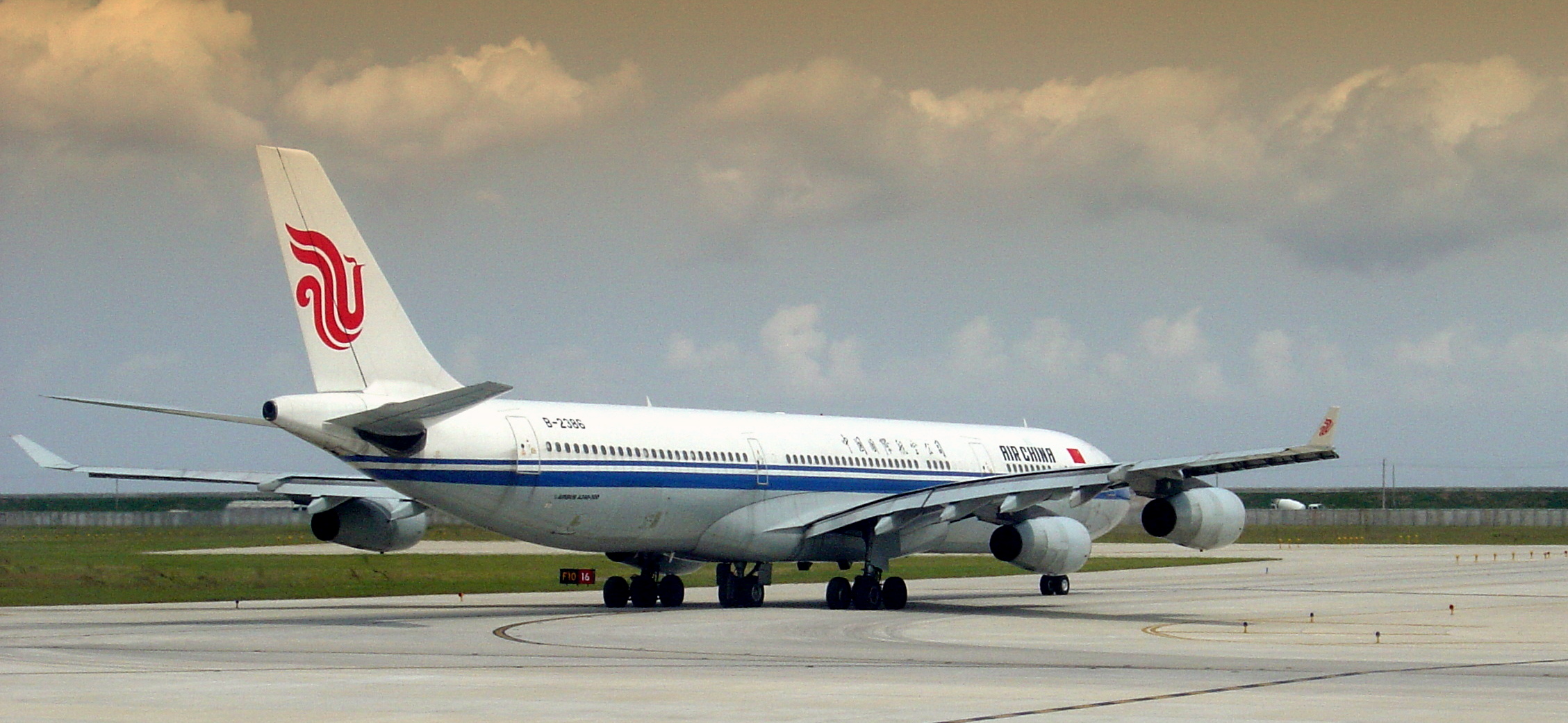
Airbus A340 Air China перед злетом в Міжнародному аеропорту Шанхай Пудун
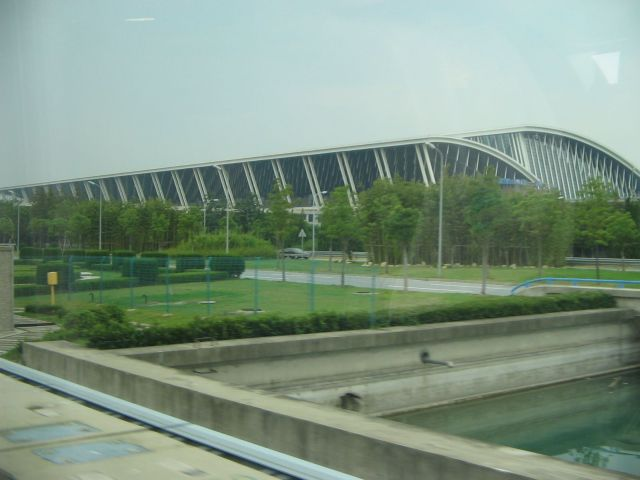
Екстер'єр Терміналу 1 з вікна маглева, вересень 2004 р.